# Riserva naturale di Macchiatonda
La riserva naturale di Macchiatonda è un'area naturale protetta situata nel comune di Santa Marinella, in provincia di Roma. La riserva occupa una superficie di 244 ettari ed è stata istituita con la Legge Regionale n. 54 del 23 luglio 1983 oltre ad essere anche Sito di Importanza Comunitaria (SIC) cod. n. IT030019.

## Origine del nome
Macchiatonda è un toponimo diffuso nella Maremma. Comunemente indica un boschetto di alloro e olmo, residuo della foresta planiziale.

## Territorio
Gli habitat presenti nell'elenco dalla Direttiva "Habitat" per la determinazione dei siti Natura 2000 riscontrati nella Riserva sono cinque:
- Cod. Natura 2000:
  - 5310 Boscaglia fitta di Laurus nobilis
  - 1420 Praterie e fruticeti mediterranee e termo-atlantici (Sarcocornetea fruticosi)
  - 1310 Vegetazione pioniera a Salicornia e altre specie annuali delle zone fangose e sabbiose;
  - 3170 Stagni temporanei mediterranei – DH Prioritario
  - 2190 Depressioni umide interdunali

## Flora
La Riserva di Macchiatonda presenta una fascia costiera, colonizzata da una fitta vegetazione alofila. Le alofite sono piante che crescono su suoli ad alta concentrazione saline, nelle vicinanze dell'area di battigia. Alcune delle specie floristiche presenti in questa fascia sono: la Limbarda crithmoides, la Salsola soda, l'Atriplex portulacoides, il Limonium narbonensis, la Plantago coronopus.
Il boschetto di Macchiatonda, costituito da una piccola formazione a Laurus nobilis, attorno alla quale ad anello una fitta fustaia ad Ulmus minor. La presenza di questo lembo di foresta costiera è dovuto probabilmente alla casuale conservazione di una piccola enclave di queste specie arboree, sviluppatasi in seguito all'abbandono delle attività agricole in quell'area.
Nella Riserva è presente la Cressa cretica, della famiglia delle Convolvulaceae, presente solo in quattro regioni italiane, segnalata come specie ad rischio di estinzione nelle liste rosse regionali e nazionali. Naturalmente, trattandosi di una specie cosmopolita, il rischio di estinzione riguarda la regione mediterranea, dove è molto rarefatta a causa della contrazione e distruzione del proprio habitat. Un'altra specie molto rara presente nella Riserva è lo Juncus subulatus. Attualmente è in atto la raccolta dei semi di questa pianta per la conservazione nella Banca del germoplasma, presso l'Orto botanico di Roma.